# Sterrhochaeta constellata
Sterrhochaeta constellata là một loài bướm đêm trong họ Geometridae.